# 1992년 동계 올림픽 핀란드 선수단
1992년 동계 올림픽 핀란드 선수단은 1992년 2월 8일부터 2월 23일까지 프랑스 알베르빌에서 열린 1992년 동계 올림픽에 참가한 올림픽 핀란드 선수단이다. 

## 메달 집계

### 종목별 메달 획득 현황
| 종목 | 1 | 2 | 3 | 합계 |
| 종목 | ' | ' | ' | '    |
| 종목 | ' | ' | ' | '    |
| 종목 | ' | ' | ' | '    |
| 합계 | ' | ' | ' | '    |

### 메달리스트
| 메달 | 이름 | 종목 | 세부 종목 | 날짜 (현지시간 기준) |
| ---- | ---- | ---- | --------- | -------------------- |

금메달
- 마리우트 루카리넨
- 토니 니에미넨

동메달
- 하리 엘로란타

## 종목별 성적

### 바이애슬론
남자
- 하리 엘로란타

### 스키점프
- 리스토 라코넨
- 미카 라이티넨
- 토니 니에미넨
- 아리페카 니콜라

### 크로스컨트리
여자
- 마리우트 루카리넨